# Campionati europei di sollevamento pesi 2003
I Campionati europei di sollevamento pesi 2003, 84ª edizione maschile e 16ª femminile della manifestazione, si sono svolti dal 12 al 20 aprile a Loutraki, in Grecia.
In base alle variazioni avvenute nel corso del suo svolgimento, l'edizione è conteggiata come:
- la 62ª effettivamente organizzata;
- la 82ª secondo la numerazione della EWF;
- la 84ª secondo la numerazione della IWF.

Nel corso dei campionati non fu comminata nessuna squalifica.

## Titoli in palio
Sono stati assegnati 15 titoli nel totale dell'esercizio (45 considerando anche le due specialità, lo strappo e lo slancio) in 8 categorie maschili e 7 femminili, sotto elencate.
Categorie maschili
| Categoria            | Eventi         | Atl. |
| -------------------- | -------------- | ---- |
| Pesi gallo           | Fino a 56 kg   | 14   |
| Pesi piuma           | Fino a 62 kg   | 15   |
| Pesi leggeri         | Fino a 69 kg   | 16   |
| Pesi medi            | Fino a 77 kg   | 11   |
| Pesi massimi leggeri | Fino a 85 kg   | 18   |
| Pesi mediomassimi    | Fino a 94 kg   | 18   |
| Pesi massimi         | Fino a 105 kg  | 18   |
| Pesi supermassimi    | Oltre i 105 kg | 18   |

Categorie femminili
| Categoria            | Eventi        | Atl. |
| -------------------- | ------------- | ---- |
| Pesi gallo           | Fino a 48 kg  | 10   |
| Pesi piuma           | Fino a 53 kg  | 12   |
| Pesi leggeri         | Fino a 58 kg  | 16   |
| Pesi medi            | Fino a 63 kg  | 10   |
| Pesi massimi leggeri | Fino a 69 kg  | 10   |
| Pesi massimi         | Fino a 75 kg  | 10   |
| Pesi supermassimi    | Oltre i 75 kg | 10   |

## Nazioni partecipanti
Le nazioni che hanno partecipato ai campionati furono 33 per un totale di 206 partecipanti (128 atleti e 78 atlete). Tra parentesi i partecipanti per nazione.
- Albania  (8)
- Armenia  (3)
- Austria  (2)
- Azerbaigian  (8)
- Belgio  (1)
- Bielorussia  (7)
- Bulgaria  (14)
- Cipro  (3)
- Croazia  (2)
- Danimarca  (1)
- Estonia  (2)
- Finlandia  (2)
- Francia  (15)
- Germania  (6)
- Grecia  (15)
- Israele  (1)
- Italia  (7)
- Lettonia  (3)
- Lituania  (2)
- Norvegia  (1)
- Paesi Bassi  (1)
- Polonia  (15)
- Regno Unito  (5)
- Rep. Ceca  (3)
- Romania  (7)
- Russia  (15)
- Slovacchia  (5)
- Spagna  (15)
- Svezia  (2)
- Svizzera  (1)
- Turchia  (15)
- Ucraina  (13)
- Ungheria  (6)

## Risultati
Sono stati stabiliti un record mondiale juniores (Under-20), e cinque record europei senior, due nel totale dell'esercizio e quattro nelle singole specialità, tutti nelle categorie femminili.

### Categorie maschili
| Evento                       | Oro                | Oro                | Argento              | Argento            | Bronzo             | Bronzo             |
| Pesi gallo — 56 kg           | Pesi gallo — 56 kg | Pesi gallo — 56 kg | Pesi gallo — 56 kg   | Pesi gallo — 56 kg | Pesi gallo — 56 kg | Pesi gallo — 56 kg |
| ---------------------------- | ------------------ | ------------------ | -------------------- | ------------------ | ------------------ | ------------------ |
| Strappo                      | Vitalij Dzerbjanëŭ | 127,5 kg           | Adrian Jigău         | 120,0 kg           | Najden Rusev       | 110,0 kg           |
| Slancio                      | Adrian Jigău       | 150,0 kg           | Vitalij Dzerbjanëŭ   | 147,5 kg           | Gülbeyi Akti       | 142,5 kg           |
| Totale                       | Vitalij Dzerbjanëŭ | 275,0 kg           | Adrian Jigău         | 270,0 kg           | Najden Rusev       | 250,0 kg           |
| Pesi piuma — 62 kg           |                    |                    |                      |                    |                    |                    |
| Strappo                      | Halil Mutlu        | 145,0 kg           | Stefan Georgiev      | 140,0 kg           | Henadz' Aljaščuk   | 137,5 kg           |
| Slancio                      | Halil Mutlu        | 175,0 kg           | Stefan Georgiev      | 170,0 kg           | Henadz' Aljaščuk   | 170,0 kg           |
| Totale                       | Halil Mutlu        | 320,0 kg           | Stefan Georgiev      | 310,0 kg           | Henadz' Aljaščuk   | 307,5 kg           |
| Pesi leggeri — 69 kg         |                    |                    |                      |                    |                    |                    |
| Strappo                      | Gălăbin Boevski    | 157,5 kg           | Turan Mirzəyev       | 155,0 kg           | Arkadiusz Smółka   | 150,0 kg           |
| Slancio                      | Gălăbin Boevski    | 190,0 kg           | Ekrem Celil          | 185,0 kg           | Turan Mirzəyev     | 185,0 kg           |
| Totale                       | Gălăbin Boevski    | 347,5 kg           | Turan Mirzəyev       | 340,0 kg           | Ekrem Celil        | 325,0 kg           |
| Pesi medi — 77 kg            |                    |                    |                      |                    |                    |                    |
| Strappo                      | Reyhan Arabacıoğlu | 165,0 kg           | Georgi Markov        | 165,0 kg           | Andrzej Kozłowski  | 160,0 kg           |
| Slancio                      | Georgi Markov      | 202,5 kg           | Reyhan Arabacıoğlu   | 200,0 kg           | Andrzej Kozłowski  | 190,0 kg           |
| Totale                       | Georgi Markov      | 367,5 kg           | Reyhan Arabacıoğlu   | 365,0 kg           | Andrzej Kozłowski  | 350,0 kg           |
| Pesi massimi leggeri — 85 kg |                    |                    |                      |                    |                    |                    |
| Strappo                      | Andrėj Rybakoŭ     | 180,0 kg           | Aljaksandr Aniščanka | 172,5 kg           | İzzet İnce         | 170,0 kg           |
| Slancio                      | Zlatan Vanev       | 215,0 kg           | Jurij Myškovec       | 212,5 kg           | Ilir Kafarani      | 205,0 kg           |
| Totale                       | Zlatan Vanev       | 382,5 kg           | Jurij Myškovec       | 380,0 kg           | Ruslan Lizunov     | 370,0 kg           |
| Pesi mediomassimi — 94 kg    |                    |                    |                      |                    |                    |                    |
| Strappo                      | Milen Dobrev       | 182,5 kg           | Vladislav Iarkine    | 180,0 kg           | Sergej Žukov       | 180,0 kg           |
| Slancio                      | Milen Dobrev       | 222,5 kg           | Sergej Žukov         | 217,5 kg           | Tadeusz Drzazga    | 217,5 kg           |
| Totale                       | Milen Dobrev       | 405,0 kg           | Sergej Žukov         | 397,5 kg           | Tadeusz Drzazga    | 397,5 kg           |
| Pesi massimi — 105 kg        |                    |                    |                      |                    |                    |                    |
| Strappo                      | Vladimir Smorčkov  | 195,0 kg           | Ihor Razor'onov      | 192,5 kg           | Andre Rohde        | 185,0 kg           |
| Slancio                      | Alan Cagaev        | 235,0 kg           | Ihor Razor'onov      | 232,5 kg           | Szymon Kołecki     | 230,0 kg           |
| Totale                       | Ihor Razor'onov    | 425,5 kg           | Alan Cagaev          | 420,0 kg           | Vladimir Smorčkov  | 415,0 kg           |
| Pesi supermassimi — +105 kg  |                    |                    |                      |                    |                    |                    |
| Strappo                      | Evgenij Čigišev    | 207,5 kg           | Ashot Danielyan      | 205,0 kg           | Damjan Damjanov    | 202,5 kg           |
| Slancio                      | Ashot Danielyan    | 242,5 kg           | Evgenij Čigišev      | 240,0 kg           | Paweł Najdek       | 240,0 kg           |
| Totale                       | Evgenij Čigišev    | 447,5 kg           | Ashot Danielyan      | 447,5 kg           | Damjan Damjanov    | 442,5 kg           |

### Categorie femminili
| Evento                       | Oro                  | Oro                | Argento             | Argento            | Bronzo               | Bronzo             |
| Pesi gallo — 48 kg           | Pesi gallo — 48 kg   | Pesi gallo — 48 kg | Pesi gallo — 48 kg  | Pesi gallo — 48 kg | Pesi gallo — 48 kg   | Pesi gallo — 48 kg |
| ---------------------------- | -------------------- | ------------------ | ------------------- | ------------------ | -------------------- | ------------------ |
| Strappo                      | Olena Zinovijeva     | 80,0 kg            | Gema Peris          | 75,0 kg            | Svetlana Ul'janova   | 75,0 kg            |
| Slancio                      | Svetlana Ul'janova   | 100,0 kg           | Olena Zinovijeva    | 95,0 kg            | Gema Peris           | 92,5 kg            |
| Totale                       | Svetlana Ul'janova   | 175,0 kg           | Olena Zinovijeva    | 175,0 kg           | Gema Peris           | 167,5 kg           |
| Pesi piuma — 53 kg           |                      |                    |                     |                    |                      |                    |
| Strappo                      | Nurcan Taylan        | 95,0 kg            | Izabela Dragneva    | 93,0 kg            | Mărioara Munteanu    | 85,0 kg            |
| Slancio                      | Nurcan Taylan        | 115,0 kg           | Izabela Dragneva    | 113,0 kg           | Mărioara Munteanu    | 102,5 kg           |
| Totale                       | Nurcan Taylan        | 210,0 kg           | Izabela Dragneva    | 205,0 kg           | Mărioara Munteanu    | 187,5 kg           |
| Pesi leggeri — 58 kg         |                      |                    |                     |                    |                      |                    |
| Strappo                      | Aylin Daşdelen       | 98,0 kg            | Emine Bilgin        | 97,5 kg            | Charikleia Kastritsi | 92,5 kg            |
| Slancio                      | Aylin Daşdelen       | 123,0 kg           | Emine Bilgin        | 115,0 kg           | Michaela Breeze      | 112,5 kg           |
| Totale                       | Aylin Daşdelen       | 221,0 kg           | Emine Bilgin        | 212,5 kg           | Michaela Breeze      | 202,5 kg           |
| Pesi medi — 63 kg            |                      |                    |                     |                    |                      |                    |
| Strappo                      | Anastasia Tsakirī    | 100,0 kg           | Gergana Kirilova    | 100,0 kg           | Zlatina Atanasova    | 95,0 kg            |
| Slancio                      | Zlatina Atanasova    | 122,5 kg           | Anastasia Tsakirī   | 120,0 kg           | Gergana Kirilova     | 120,0 kg           |
| Totale                       | Anastasia Tsakirī    | 220,0 kg           | Gergana Kirilova    | 220,0 kg           | Zlatina Atanasova    | 217,5 kg           |
| Pesi massimi leggeri — 69 kg |                      |                    |                     |                    |                      |                    |
| Strappo                      | Valentina Popova     | 110,0 kg           | Milena Trendafilova | 107,5 kg           | Sibel Şimşek         | 105,0 kg           |
| Slancio                      | Valentina Popova     | 135,0 kg           | Milena Trendafilova | 130,0 kg           | Zarema Kasaeva       | 130,0 kg           |
| Totale                       | Valentina Popova     | 245,0 kg           | Milena Trendafilova | 237,5 kg           | Zarema Kasaeva       | 235,0 kg           |
| Pesi massimi — 75 kg         |                      |                    |                     |                    |                      |                    |
| Strappo                      | Aysel Özgür          | 112,5 kg           | Şule Şahbaz         | 110,0 kg           | Natal'ja Zabolotnaja | 107,5 kg           |
| Slancio                      | Christina Iōannidī   | 135,0 kg           | Rumjana Petkova     | 132,5 kg           | Natal'ja Zabolotnaja | 132,5 kg           |
| Totale                       | Natal'ja Zabolotnaja | 240,0 kg           | Rumjana Petkova     | 237,5 kg           | Christina Iōannidī   | 237,5 kg           |
| Pesi supermassimi — +75 kg   |                      |                    |                     |                    |                      |                    |
| Strappo                      | Al'bina Chomič       | 130,0 kg           | Agata Wróbel        | 125,0 kg           | Vassiliki Kassapi    | 117,5 kg           |
| Slancio                      | Derya Açıkgöz        | 155,0 kg           | Al'bina Chomič      | 155,0 kg           | Agata Wróbel         | 152,5 kg           |
| Totale                       | Al'bina Chomič       | 285,0 kg           | Agata Wróbel        | 277,5 kg           | Derya Açıkgöz        | 270,0 kg           |

## Medagliere

### Grandi (totale)
Riferito al totale dell'esercizio.
| Posiz.              | Nazione             | Oro | Argento | Bronzo | Totale |
| ------------------- | ------------------- | --- | ------- | ------ | ------ |
| 1                   | Russia              | 5   | 2       | 3      | 10     |
| 2                   | Bulgaria            | 4   | 6       | 2      | 12     |
| 3                   | Turchia             | 3   | 2       | 2      | 7      |
| 4                   | Ucraina             | 1   | 1       | 0      | 2      |
| 5                   | Bielorussia         | 1   | 0       | 1      | 2      |
| 5                   | Grecia              | 1   | 0       | 1      | 2      |
| 7                   | Polonia             | 0   | 1       | 2      | 3      |
| 8                   | Romania             | 0   | 1       | 1      | 2      |
| 9                   | Armenia             | 0   | 1       | 0      | 1      |
| 9                   | Azerbaigian         | 0   | 1       | 0      | 1      |
| 11                  | Cipro               | 0   | 0       | 1      | 1      |
| 11                  | Regno Unito         | 0   | 0       | 1      | 1      |
| 11                  | Spagna              | 0   | 0       | 1      | 1      |
| Totale (13 nazioni) | Totale (13 nazioni) | 15  | 15      | 15     | 45     |

### Grandi (totale) e Piccole (Strappo e Slancio)
Riferito al totale dell'esercizio e delle due specialità.
| Posiz.              | Nazione             | Oro | Argento | Bronzo | Totale |
| ------------------- | ------------------- | --- | ------- | ------ | ------ |
| 1                   | Bulgaria            | 12  | 15      | 5      | 32     |
| 2                   | Turchia             | 12  | 7       | 5      | 24     |
| 3                   | Russia              | 11  | 7       | 8      | 26     |
| 4                   | Bielorussia         | 3   | 2       | 3      | 8      |
| 5                   | Grecia              | 3   | 1       | 3      | 7      |
| 6                   | Ucraina             | 2   | 4       | 0      | 6      |
| 7                   | Romania             | 1   | 2       | 3      | 6      |
| 8                   | Armenia             | 1   | 2       | 0      | 3      |
| 9                   | Polonia             | 0   | 2       | 9      | 11     |
| 10                  | Azerbaigian         | 0   | 2       | 1      | 3      |
| 11                  | Spagna              | 0   | 1       | 2      | 3      |
| 12                  | Cipro               | 0   | 0       | 2      | 2      |
| 12                  | Regno Unito         | 0   | 0       | 2      | 2      |
| 14                  | Albania             | 0   | 0       | 1      | 1      |
| 14                  | Germania            | 0   | 0       | 1      | 1      |
| Totale (15 nazioni) | Totale (15 nazioni) | 45  | 45      | 45     | 135    |

## Classifica a squadre

### Sistema di punteggio
Il sistema di punteggio è indicato dalla sommatoria dell'esercizio totale e delle due specialità in base allo schema adottato nel 1996:

### Categorie maschili
| Pos. | Squadra     | Punti |
| ---- | ----------- | ----- |
| 1    | Russia      | 553   |
| 2    | Bulgaria    | 544   |
| 3    | Turchia     | 537   |
| 4    | Polonia     | 498   |
| 5    | Azerbaigian | 373   |
| 6    | Ucraina     | 370   |
| 7    | Grecia      | 367   |
| 8    | Albania     | 328   |
| 9    | Francia     | 326   |
| 10   | Spagna      | 288   |
| 11   | Romania     | 248   |
| 12   | Bielorussia | 239   |
| 13   | Italia      | 232   |
| 14   | Armenia     | 178   |
| 15   | Ungheria    | 167   |
| 16   | Germania    | 164   |
| 17   | Slovacchia  | 160   |
| 18   | Lettonia    | 137   |
| 19   | Regno Unito | 113   |
| 20   | Lituania    | 93    |
| 21   | Cipro       | 78    |
| 22   | Croazia     | 69    |
| 23   | Austria     | 53    |
| 24   | Estonia     | 52    |
| 25   | Rep. Ceca   | 52    |
| 26   | Belgio      | 49    |
| 27   | Svezia      | 49    |
| 28   | Paesi Bassi | 45    |
| 29   | Norvegia    | 14    |
| 30   | Finlandia   | 13    |
| 31   | Svizzera    | 0     |

### Categorie femminili
| Pos. | Squadra     | Punti |
| ---- | ----------- | ----- |
| 1    | Turchia     | 521   |
| 2    | Russia      | 501   |
| 3    | Bulgaria    | 441   |
| 4    | Ucraina     | 435   |
| 5    | Spagna      | 401   |
| 6    | Francia     | 401   |
| 7    | Grecia      | 397   |
| 8    | Polonia     | 391   |
| 9    | Romania     | 181   |
| 10   | Bielorussia | 172   |
| 11   | Ungheria    | 161   |
| 12   | Regno Unito | 116   |
| 13   | Germania    | 102   |
| 14   | Rep. Ceca   | 77    |
| 15   | Austria     | 56    |
| 16   | Slovacchia  | 53    |
| 17   | Cipro       | 50    |
| 18   | Italia      | 48    |
| 19   | Israele     | 42    |
| 20   | Finlandia   | 39    |
| 21   | Danimarca   | 32    |